# Stellite (Automarke)

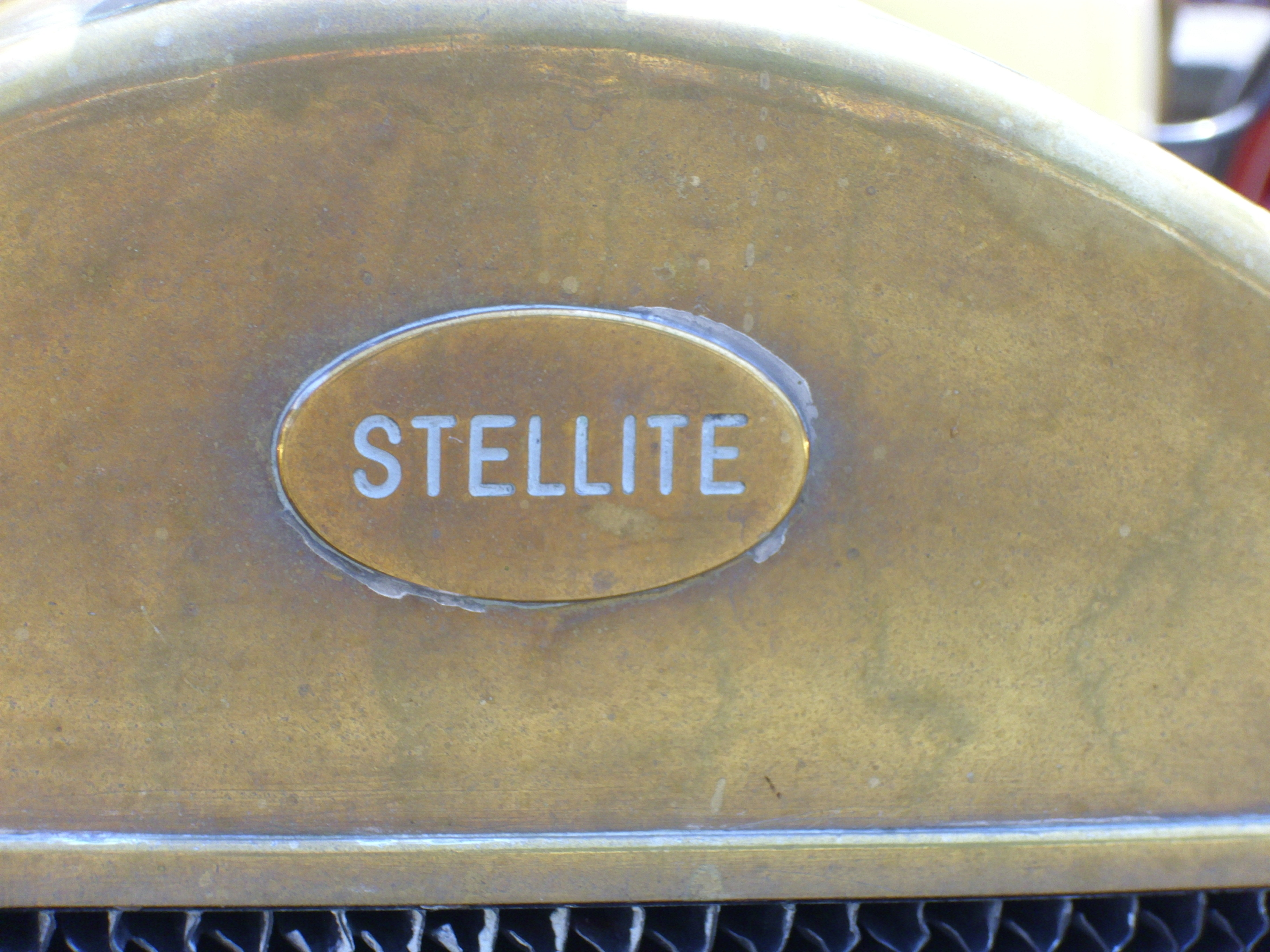
Emblem

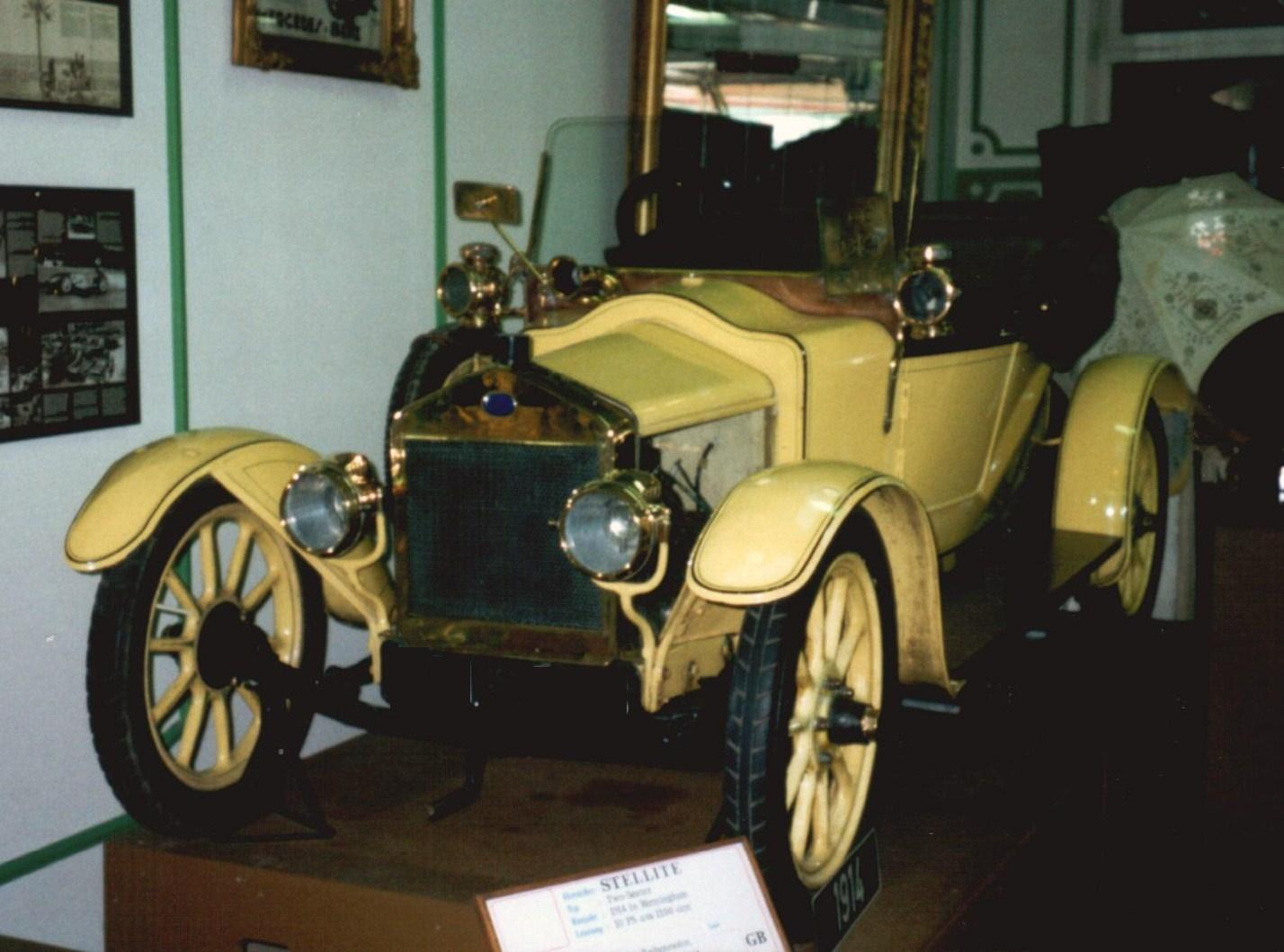
Stellite von 1914

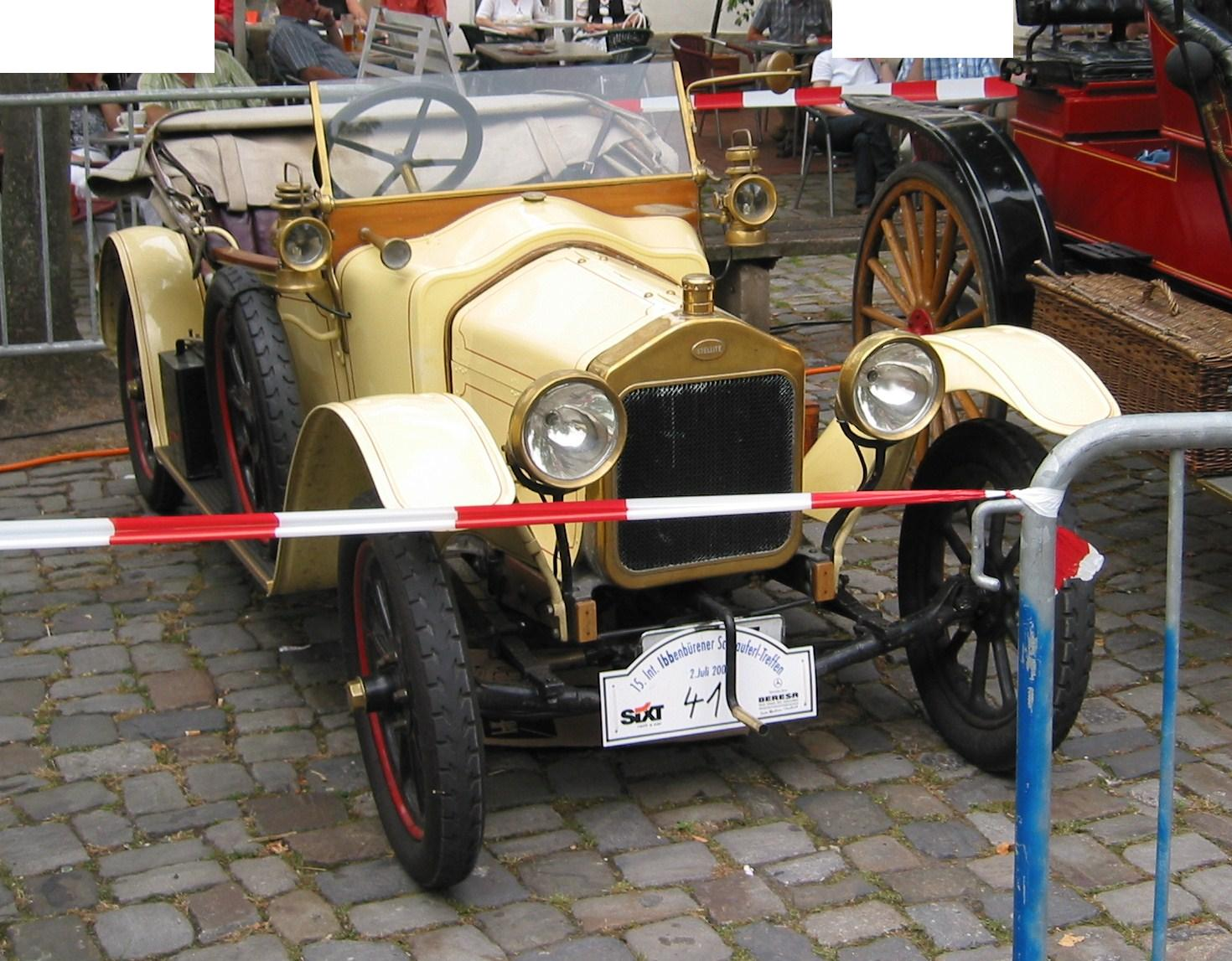
Stellite von 1915

Stellite war eine britische Automarke.

## Unternehmensgeschichte
Das Unternehmen Electric and Ordinance Accessories Co Limited aus Birmingham war eine Filiale der Wolseley Motor Company und begann 1913 mit der Produktion von Automobilen. 1919 endete die Produktion.

## Fahrzeuge
Es wurde nur ein Modell hergestellt. Der 8/10 HP war mit einem Vierzylindermotor mit 1075 cm³ Hubraum ausgestattet und als offener Zweisitzer erhältlich.
Ein Fahrzeug dieser Marke ist im Heritage Motor Centre in Gaydon in Warwickshire zu besichtigen.